# Кувакіно (Алатирський район)
Кува́кіно (рос. Кувакино, чув. Кувакино) — село у складі Алатирського району Чувашії, Росія. Адміністративний центр Кувакінське сільського поселення.
Населення — 539 осіб (2010; 702 у 2002).
Національний склад:
- росіяни — 87 %

## Відомі особистості
В поселенні народився:
- Івкін Іван Михайлович (1923—1982) — радянський офіцер, Герой Радянського Союзу.